# 紅葉 (航空機)
二式陸上初歩練習機 紅葉（にしきりくじょうしょほれんしゅうき こうよう、旧字体：二式陸上初步練󠄀習󠄁機『紅葉』）は、第二次世界大戦中に日本海軍で使用された練習機である。
機種記号はK9W1。製造は渡辺鉄工所（後の九州飛行機）。ドイツのBü 131ユングマン練習機をライセンス生産した機体だった。米軍コードネームは「Cypress」。

## 概要
日本海軍では、以前より使用していた三式陸上初歩練習機の旧式化に伴い、これの後継機として民間の商社が購入していたBü 131ユングマンをテストすることにした。テストは1938年（昭和13年）に行われたが、その結果性能、操縦性が良好で、製造、維持費とも廉価であることが高く評価された。翌1939年（昭和14年）に20機追加購入してテストを継続した結果、1940年（昭和15年）6月に海軍は渡辺鉄工所に対してBü 131の国産化を命じた。
渡辺では、ビュッカー社からBü 131の製造権を入手し、1941年（昭和16年）8月に試作1号機を完成させた。その後、試作機、増加試作機を17機作成し、1943年6月に二式陸上初歩練習機一一型として制式採用され、その後同年に採用された漢字名称制定に伴い紅葉一一型と改称された。
本機は、胴体が鋼管骨組に羽布張り（一部金属張り）、翼は木製骨組に羽布張りという構造の複葉機で、エンジンを国産の日立製の初風に換装し、計器等内装を国産のものに置き換えた他は、ほとんど原型機であるBü 131と変わらなかった。飛行性能は優秀で、初歩練習機としては高性能過ぎるとの意見さえあった。だが、機体が軽量過ぎたため気流の影響を受けやすいという欠点もあった。また、搭載エンジンの性能がやや不安定で振動が多かったことも問題点とされた。
製造は制式採用前の1942年（昭和17年）から開始されており、渡辺で217機（試作機も含む）、日立で60機の合計277機生産された。しかし、1943年には実用機の高性能化により本機のような初歩練習機の存在意義が薄れたため、生産は打ち切られることとなった。
Bü 131ユングマンは陸軍でも四式基本練習機（キ86）として採用した。キ86の生産は日本国際航空工業が担当した。

## 性能諸元
- 全長： 6.62 m
- 全幅： 7.37 m
- 全高： 2.67 m
- 自重： 407.2 kg
- 正規重量： 638.5 kg
- 主翼面積： 24.0 m2
- エンジン： 日立 初風 一一型 空冷倒立直列4気筒エンジン105 hp
- 最大速度： 182 km/h
- 航続距離： 641 km
- 乗員： 2名
- 武装： なし